# Hermann Brand (Politiker, 1857)
Hermann Brand (* 12. November 1857 in Alt-Wildungen; † 22. April 1929 ebenda) war ein deutscher Kaufmann und Politiker (DDP).

## Leben
Brand war der Sohn des Kaufmanns Carl Brand und dessen Ehefrau Caroline, geborene Paul. Er heiratete am 29. September 1885 in Nieder-Wildungen Dorothea Mogk. Brand lebte als Kaufmann in Alt-Wildungen. Von 1922 bis 1925 gehörte er für die DDP der Waldecker Landesvertretung an.